# 角叶铁破锣
角叶铁破锣（学名：Beesia deltophylla），为毛茛科铁破锣属下的一个植物种。